# Mielichhoferia pampae
Mielichhoferia pampae är en bladmossart som beskrevs av C. Müller 1882. Mielichhoferia pampae ingår i släktet kismossor, och familjen Bryaceae. Inga underarter finns listade i Catalogue of Life.